# The Ship: Murder Party
The Ship: Murder Party est un jeu vidéo de tir à la première personne multijoueur, développé par Outerlight et sorti sur PC en 2006.
Le jeu se déroule sur un paquebot luxueux des années 1930. Au cours d'une partie, chaque joueur est la cible d'un autre joueur, mais nul ne sait qui doit tuer qui. Le meurtre doit se faire préférentiellement sans témoin, et surtout sans se faire repérer par la sécurité du navire. Outre son concept, le jeu tire également son originalité du fait que son gameplay combine des éléments du jeu de tir à la première personne et de la simulation de vie.
En 2010, les développeurs ont sorti une suite spirituelle du jeu, intitulée Bloody Good Time.

## Synopsis
Le mystérieux Mr. X a distribué des billets gratuits pour une croisière dans un paquebot luxueux. Mais tout le personnel du paquebot est sous le commandement de Mr. X et la croisière de rêve se révèle rapidement être un piège pour obliger les passagers à bord à participer à un jeu cruel. La règle est simple : chaque passager doit assassiner un autre passager mais personne ne sait qui est la proie de l'autre. Ceux qui acceptent les règles deviendront riches, les autres seront éliminés.

## Système de jeu
Le jeu se déroule dans un grand paquebot luxueux d'architecture art déco, une partie se divise en plusieurs tours de quelques minutes chacun. Au cours de chaque tour, chaque joueur se voit assigner le meurtre d'un autre joueur mais personne ne peut savoir qui doit tuer qui.
Lorsqu'un joueur est assassiné, il devient un simple passager jusqu'au tour suivant. Lorsqu'il n'est qu'un passager, le joueur peut se balader dans le paquebot, récupérer des armes et subvenir à ses besoins, mais personne n'est chargé de le tuer et il ne doit tuer personne. Entre deux tours, il se trouve une courte période de temps mort durant laquelle les joueurs peuvent en profiter pour satisfaire leurs besoins ou trouver des armes.

### Identification
Chaque joueur reçoit un nom fictif et un surnom par lequel il se fait connaître des autres, ainsi qu'un personnage à l'apparence aléatoire, ce qui rend l'identification plus difficile pour les autres joueurs. Initialement, tout ce que le joueur sait de sa cible est son nom. Pour identifier le nom des autres joueurs, le joueur doit cliquer sur eux (« discuter ») jusqu'à trouver la bonne personne. Une fois la bonne personne identifiée, sa photo s'affiche mais si le joueur a déjà rencontré et identifié sa cible actuelle lors d'un tour antérieur, la photo de celle-ci s'affiche dès qu'elle est assignée comme cible au joueur. De plus, le joueur est régulièrement informé du dernier endroit où s'est trouvée sa cible ; les joueurs ont donc intérêt à se déplacer fréquemment pour éviter que leur tueur les retrouve.
Le joueur peut également changer d'habits, ce changement d'apparence permet notamment aux autres de ne plus reconnaitre le joueur, ainsi le joueur redevient anonyme et doit être réidentifié. Lorsqu'un joueur change d'apparence alors qu'il a déjà été identifié par son meurtrier, ce dernier conservera le portrait obsolète du joueur. La seule manière de réactualiser le portrait est de réidentifier le joueur.

### Assassinat
Le joueur dispose d'une large variété de moyens pour éliminer sa cible. Il existe de nombreuses armes contondantes, blanches ou à feu, qui sont chacune plus ou moins efficaces. Les armes sont dispersées partout dans le bateau et plusieurs passages secrets permettent de trouver les meilleures armes. Il est aussi possible de tuer sa cible en actionnant, au moment opportun, des pièges disséminés dans le niveau (l'enfermer dans un sauna ou un congélateur, lui faire tomber une chaloupe de secours sur la tête, etc.).
Un tableau des « Récompenses par Meurtre » permet au joueur de savoir en permanence l'argent reçu pour un meurtre avec une arme spécifique. Plus une arme est utilisée par les joueurs pour tuer, plus la valeur des meurtres avec cette arme diminue. Ce n'est pas le nombre de meurtre mais l'argent récolté qui importe dans le score final, il est donc important de choisir une arme qui rapporte pour assassiner sa cible. Si un joueur tue un passager qui n'est pas sa cible, il se voit détrousser d'un montant, et lorsqu'il ne lui reste plus d'argent dans son compte, il se voit expulsé du serveur.
Le joueur ne doit pas se faire repérer par le service de sécurité du bateau, composé de caméras et de vigiles, lorsqu'il commet son crime. Une icône passe au rouge lorsque le joueur est surveillé et redevient vert lorsque la surveillance disparait. Lorsque l'icône est rouge, le joueur ne peut pas se servir de ses armes et doit les dissimuler sous peine d'aller en prison. Certaines zones sont à accès restreint et le joueur doit payer une amende s'il se fait surprendre par le personnel du bateau dans ces zones. Lorsque le joueur reste trop longtemps dans ces zones alors qu'il a été repéré, il est envoyé en prison. La prison se trouve dans le bateau et la durée d'un séjour en prison, et l'amende encourue, dépend de la gravité du délit et du nombre d'arme en la possession du joueur.
De préférence, les délits doivent se faire sans témoins. Moins dangereux que le service de sécurité, les autres passagers et le reste du personnel qui assistent à un délit contraigne le joueur à payer une amende dont la hauteur du coût dépend du nombre de témoin et de la gravité du délit.

### Besoins vitaux
Tout au long de la partie, à l'instar d'un jeu de simulation de vie, le joueur a des besoins précis (manger, boire, dormir, rapports sociaux, loisirs, hygiène, toilettes) dont la barre de progression se remplit au fur et à mesure. Si un joueur ne subvient pas à ses besoins, et que la barre de progression est pleine, il meurt et perd 1 000 $. Toutefois lorsque le joueur subvient à ses besoins, il devient très vulnérable le temps d'effectuer l'action, il doit donc veiller à être dans un endroit sûr auparavant. Les armes ne sont pas les seuls objets ramassables, les joueurs peuvent conserver dans leur inventaire un certain nombre d'objets (livre, canette, cathéter… ) qui pourront satisfaire l'un de leurs besoins si nécessaire.

## Développement
Le développement du jeu commence à l'été 2003. Le jeu tire son origine d'un mod sorti en 2004 pour le jeu Half-Life.

## Accueil
Une suite est annoncée en septembre 2007. Intitulée Bloody Good Time, elle sort en octobre 2010. Bloody Good Time reprend les grandes lignes de The Ship en les transposant dans l'univers des studios de cinéma.